# Angelovia elipsocubitalis
Angelovia elipsocubitalis är en stekelart som beskrevs av Zaykov 1980. Angelovia elipsocubitalis ingår i släktet Angelovia och familjen bracksteklar. Inga underarter finns listade i Catalogue of Life.